# 舛田圭良

## 来歴
九州大学卒業後、日野自動車工業株式会社（現 日野自動車）へ入社。工場勤務やエンジンの設計開発に従事し製造業の基礎を学ぶ。2000年に発生した、家業であるナチュラルチーズ加工業 五洋食品産業の商品回収事故に伴い、実質破綻した同社の代表取締役に就任。残った数名のアルバイト達と共に第２創業にて再生。フローズンスイーツ製造業にビジネス転換を図った。2012年５月に同社株式のTOKYO AIM（現　東証TOKYO PRO Market）への上場を果たした。
2021年8月27日に開催された五洋食品の定時株主総会において、筆頭株主であったファンドより、取締役選任決議の際に（出口戦略に絡む実質的な敵対的買収が目的とされる）修正動議が提案され、議決権の過半数を有するファンド2社により半ば強引に社長を解任されることとなった。
しかし2021年10月15日、突如三井物産により舛田氏と共同での議決権行使を伴う、五洋食品への株式公開買付（TOB）が発表され、2022年2月2日に同氏は社長に復帰した。
このTOBでは、スクイーズアウトにより株主が三井物産と舛田氏のみとなること、及び五洋食品の株式上場廃止も盛り込まれた。
福岡の調査会社であるデータ・マックス社の調査によれば、この一連の解任・復帰劇において、水面下で三井物産が舛田氏の実質的なホワイトナイトとしてひと役買って出たとされる。
なお、本内容の詳細はデータ・マックス社の追跡レポート「突然の代表交代　五洋食品産業に何が起きているのか（全11回）」」に記載がある。